# Chè Crapnell

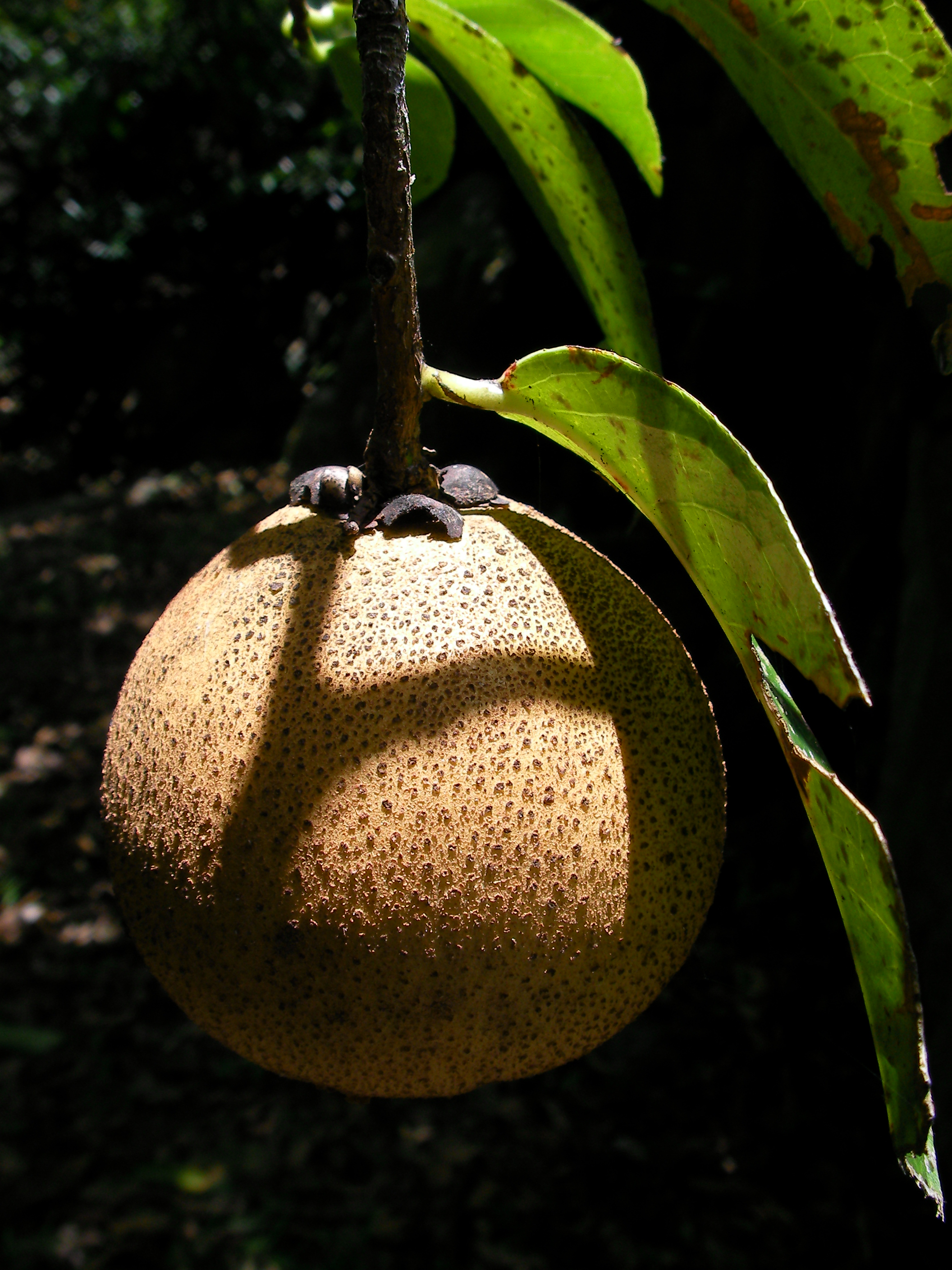
Quả của Camellia crapnelliana

Chè Crapnell (tiếng Trung: 紅皮糙果茶 (hồng bì tháo quả trà) hay 克氏茶 (khắc thị trà)) (danh pháp hai phần: Camellia crapnelliana) là một loài thực vật thuộc chi Chè. Đây là loài bản địa Hồng Kông. Năm 1903, loài Camellia crapnelliana đã được sưu tầm và mô tả bởi W. J. Tutcher từ núi Parker (Bách Giá Sơn), Hong Kong; lúc đó chỉ có một cây được tìm thấy.
Camellia crapnelliana là cây gỗ nhỏ, cao 5-7 mét với lá dày bóng như da và các hoa đơn độc mọc ở đầu cành.
Ngoài Hồng Kông, loài này cũng phân bố ở Mau Ping (Mao Bình) trên đỉnh Ma On Shan (Mã An Sơn). Nó cũng phân bố tại Quảng Tây, Phúc Kiến, Chiết Giang ở Trung Quốc.
Dầu hạt có thể ăn được. Loài này đã được du nhập vào Nhật Bản vào năm 1968. Chỉ có một số nhỏ các cây đã được trồng ở Nhật Bản bởi vì việc ghép vào Camellia japonica hay Camellia sasanqua thì khó.

## Hình ảnh

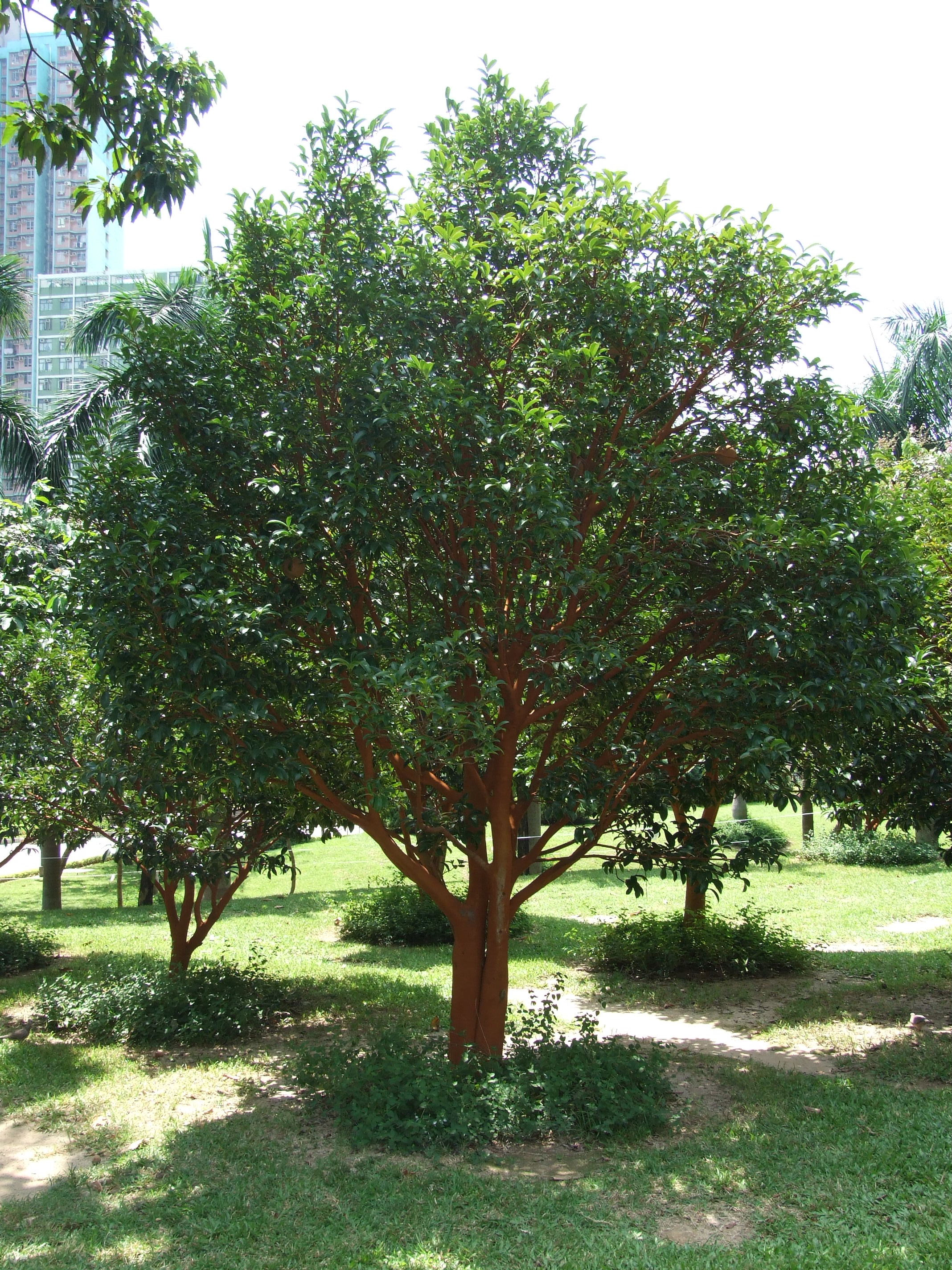